# Spio thulini
Spio thulini är en ringmaskart som beskrevs av Maciolek 1990. Spio thulini ingår i släktet Spio och familjen Spionidae. Inga underarter finns listade i Catalogue of Life.